# انیس المجتهدین
انیس المجتهدین (فی علم الاصول) کتابی از محمدمهدی نراقی است.

## چاپ
این کتاب در سال ۱۳۸۸ منتشر و در مراسم کتاب سال جمهوری اسلامی ایران به‌عنوان کتاب برگزیده معرفی شد.